# Problema de Plateau

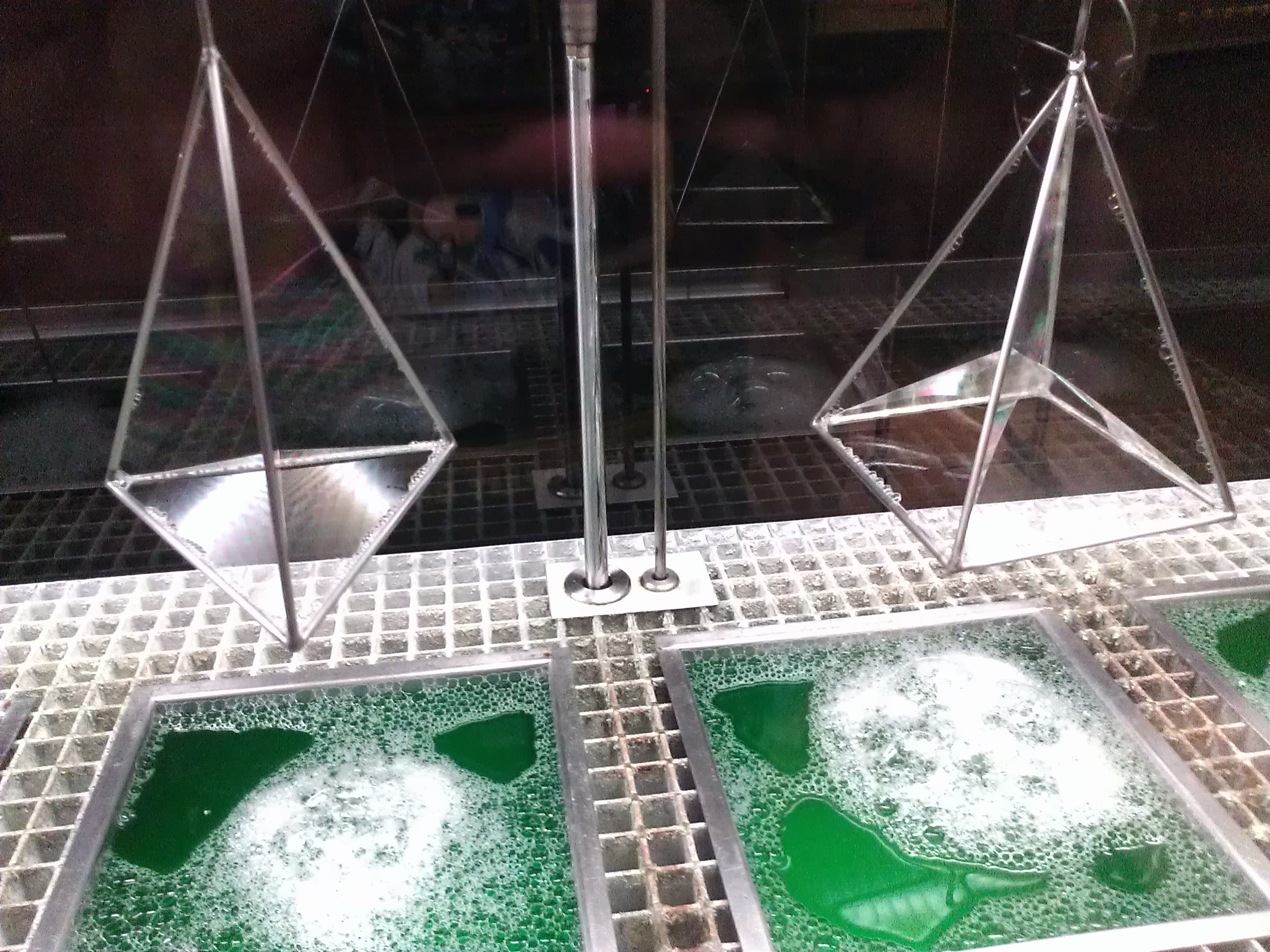
Exemplo prático do problema de Plateau com formas criadas com arame e bolhas de sabão.

Em matemática, o problema de Plateau é mostrar a existência de uma superfície mínima com uma fronteira dada, um problema levantado por Joseph-Louis Lagrange em 1760. Contudo, foi nomeado posteriormente por Joseph Plateau que experimentou com películas de sabão. O problema é considerado parte do cálculo de variações. A existência e regularidade dos problemas são parte da teoria geométrica da medida.